# Dohrniphora stenobasalis
Dohrniphora stenobasalis är en tvåvingeart som beskrevs av Brown och Giar-Ann Kung 2007. Dohrniphora stenobasalis ingår i släktet Dohrniphora och familjen puckelflugor.
Artens utbredningsområde är Panama. Inga underarter finns listade i Catalogue of Life.